# Aérodrome de Wasilla
Pour les articles homonymes, voir WWA.
L'aéroport de Wasilla est un aéroport situé en Alaska, aux États-Unis.

## Situation
| Anchorage Aniak Bethel Deadhorse Dillingham Fairbanks Galena Homer Juneau Kenai Ketchikan King Salmon Klawock Kodiak Kotzebue Lake Hood Cordova Merrill Nome Petersbourg Red Dog Sitka St. Mary's Teller Unalakleet Unalaska Valdez Wiley Post Wrangell Yakutat |